# Górna Dźwina
Górna Dźwina (łot.: Augšdaugavas novads) – jeden z łotewskich novadsów, funkcjonujący od 2021.
W skład novadsu wchodzą: 
- miasta: Iłukszta, Subate
- pagastsy: Ambeļi, Bebrene, Biķernieki, Demene, Dubna, Dviete, Eglaine, Kalkūni, Kalupe, Laucesa, Līksna, Maļinova, Medumi, Naujene, Nīcgale, Pilskalne, Prode, Saliena, Šēdere, Skrudaliena, Svente, Tabore, Vabole, Vecsaliena, Višķi

Stolicą novadsu zostało miasto Dyneburg, które nie wchodzi w skład novadsu.

## Historia
Novads powstało podczas reformy administracyjnej w 2021, z połączenia dotychczasowych novadsów: Dyneburg i Iłukszta.